# Šeříková (Praha)
Šeříková ulice na Malé Straně v Praze spojuje ulice Plaská a Říční, středem ní prochází Vítězná ulice. Nazvána byla podle nápadného šeříku v zahradě domu na čísle 8. První větší stavby v prostoru ulice vznikaly v polovině 19. století, kdy se místo nazývalo "U řetězového mostu" podle nedalekého mostu císaře Františka I. postaveného v letech 1839-1841. Od roku 1870 má ulice současný název, protože byla plánována výstavba kamenného mostu, který byl zprovozněn v roce 1901.

## Budovy, firmy a instituce
- Dům U Karla IV. - Šeříková 3, Vítězná 11[2]
- Cyrrus Advisory - Šeříková 4[3]
- činžovní dům - Šeříková 5, Vítězná 12[4]
- Jazz et cetera - Šeříková 8[5]